# 登川
登川（のぼりかわ）は、新潟県南魚沼市を流れる一級河川である。信濃川水系の支流。日本百名谷でもある。

## 地理
新潟県南魚沼市を流れる信濃川の支流。水源は上信越高原国立公園指定地域の朝日岳で、山頂付近は群馬県である。支流として涸沢川・西谷後川・二子沢川、一之沢川、神字川、姥沢川、小松沢川がある。砂防施設として、清水峠直下上流部に檜倉沢砂防堰堤群と巻機山登山口には二子沢・米子沢砂防堰堤群がある。

## 流域の自治体

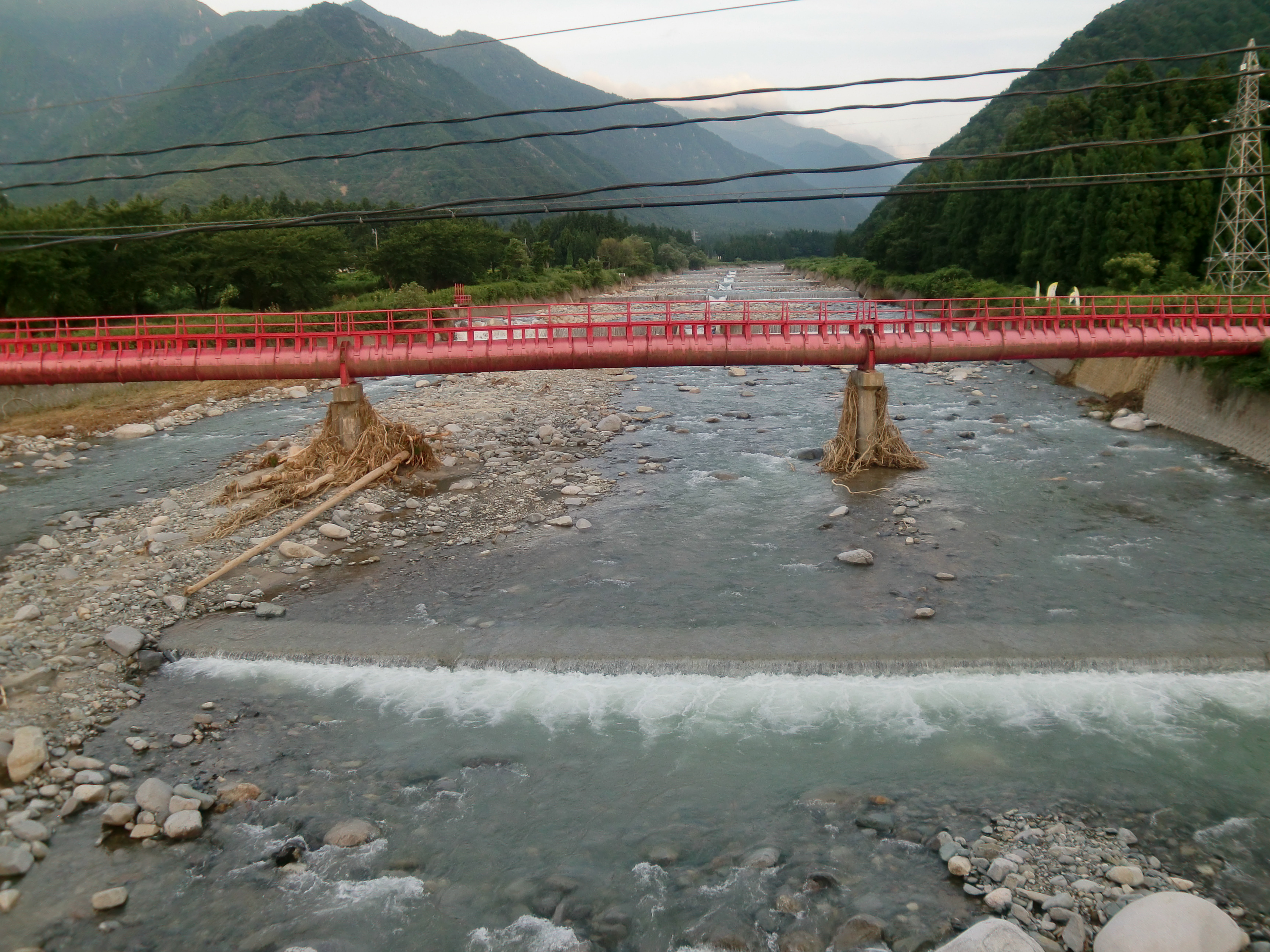
登川右岸幹線用水路（沢口橋上流）

新潟県
- 南魚沼市

## 主な災害

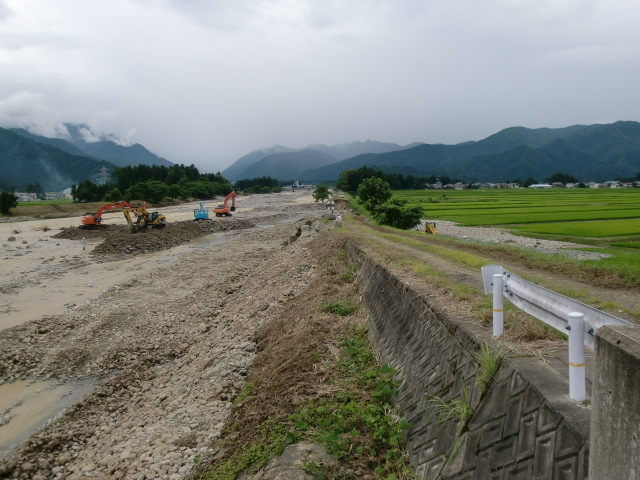
新潟・福島豪雨で堤防決壊（大里側）

- 1958年（昭和33年）-　9月、滝谷橋被災。
- 1981年（昭和56年）-　8月、台風15号の通過により町道の不通、二子沢橋被災、柄沢川氾濫。
- 1983年（昭和58年）-　8月、滝谷橋土砂の堆積、護岸破損。
- 1998年（平成10年）-　9月、右岸護岸破損。
- 2011年（平成23年）-　7月、新潟・福島豪雨で堤防決壊2ヶ所[1]。

## 歴史
- 1976年（昭和51年） - 国の直轄砂防事業として登川流路工の工事開始。
- 1998年（平成10年） - 完成（工期22年）
- 2017年（平成29年）-　8月27日、「たきや歩道橋」開通[2][3][4]。

## 流路工
- 登川河川公園：3ヶ所
  - 長大橋・滝谷橋・桜橋（年間利用者：2万人）
- 流路工整備による土地利用：大福寺工業団地（6町歩）
  - テーブルマーク新潟魚沼工場。
- 流量：600-800m3/sec、計画幅：60-70m、延長：5,660m、床固工：46基、帯工：11基。

## 並行する交通

### 道路
- 国道291号
- 新潟県道235号沢口塩沢線